# Longitarsus incicaus
Longitarsus incicaus là một loài bọ cánh cứng trong họ Chrysomelidae. Loài này được Basu, Bhaumik & Sengupta miêu tả khoa học năm 1981.